# Dystrykt Chiengi
Dystrykt Chiengi (lub Chienge) – dystrykt w północnej Zambii w Prowincji Luapula. W 2000 roku liczył 83 824 mieszkańców (z czego 50,08% stanowili mężczyźni) i obejmował 83 824 gospodarstw domowych. Siedzibą administracyjną dystryktu jest Chiengi.